# Kathryn Morris
Kathryn Susan Morris (Cincinnati, 28 gennaio 1969) è un'attrice statunitense.
È conosciuta per la partecipazione nel telefilm Cold Case - Delitti irrisolti, dove interpreta il ruolo di Lilly Rush.

## Biografia
La maggior parte delle fonti riferiscono che Kathryn Morris sia nata a Cincinnati, Ohio (sebbene il sito ufficiale CBS riporti Dallas come sua città natale). È stata cresciuta nel credo della Churches of Christ(chiesa di Cristo)a Windsor Locks, nel Connecticut, viaggiando per gli Stati Uniti con la band gospel composta dai membri della sua famiglia, "Morris Code". Ha frequentato due college nella regione di Filadelfia, inclusa la Temple University.
Il suo primo ruolo è stato una piccola parte nel film per la televisione Long Road Home del 1991. Seguono molte piccole parti, inclusa quella nel film vincitore del premio Oscar Qualcosa è cambiato nel 1997. Ma a segnare la svolta nella vita dell'attrice è la parte ottenuta come Annalisa "Stinger" Lindstrom nella serie che la impegnò per due stagioni, Pensacola - Squadra speciale Top Gun. Ha continuato ad apparire con regolarità in numerosi film, recitando, fra l'altro, anche nella serie televisiva Xena - Principessa guerriera, andata in onda in Italia sul canale Mediaset Italia 1.
Steven Spielberg la scritturò poi per due film: le scene in cui appariva nei panni di una rock star nel film A.I. - Intelligenza artificiale furono tagliate dal regista, nonostante avessero richiesto lezioni di canto e di chitarra per l'attrice, mentre in Minority Report vestì i panni della tormentata ex moglie di Tom Cruise. Nel 2003 Kathryn Morris ottiene la parte per la quale è maggiormente nota, cioè quella del detective Lilly Rush nella serie televisiva della CBS Cold Case - Delitti irrisolti.

### Vita privata
Residente dal 2004 a Los Angeles, l'8 aprile 2013 la Morris ha annunciato che lei e il compagno Johnny Messner sarebbero diventati genitori di due gemelli, nati il 21 agosto 2013: Jameson West Messner e Rocco McQueen Messner. I gemelli sono autistici. Attualmente Johnny Messner ha un'altra compagna.

## Filmografia

### Cinema
- Cool as Ice, regia di David Kellogg (1991)
- L'uomo sabbia (SleepStalker), regia di Turi Meyer (1995)
- The prince, regia di Pinchas Perry (1996)
- Qualcosa è cambiato (As Good as It Gets), regia di James L. Brooks (1997)
- L'angelo del male (The Prophecy II), regia di Greg Spence (1998)
- Screenplay, regia di Adam Winston (1999)
- Deterrence - Minaccia nucleare (Deterrence), regia di Rod Lurie (1999)
- The Contender, regia di Rod Lurie (2000)
- Provaci ancora, Bob (Role of a Lifetime), regia di Antony Alda (2001)
- A.I. - Intelligenza artificiale (Artificial Intelligence: AI), regia di Steven Spielberg (2001)
- Il castello, regia di Rod Lurie (2001) - scene cancellate
- Minority Report, regia di Steven Spielberg (2002)
- Hostage, cortometraggio, regia di John Woo (2002)
- Paycheck, regia di John Woo (2003)
- Nella mente del serial killer (Mindhunters), regia di Renny Harlin (2004)
- La rivincita del campione (Resurrecting the Champ), regia di Rod Lurie (2007)
- The Assassination - Al centro del complotto (Assassination of a High School President), regia di Brett Simon (2008)
- Sunday's Mother, - regia di Aaron Jackson (2012)
- The Perfect Guy, regia di David M. Rosenthal (2015)
- Bone Tomahawk, regia di S. Craig Zahler (2015)
- You Get Me, regia di Brent Bonacorso (2017)
- The Dirt: Mötley Crüe, regia di Jeff Tremaine (2019)
- Hayseed (2022)

### Televisione
- Long Road Home, regia di John Korty – film TV (1991)
- In gara con la luna (Rise and Walk: The Dennis Byrd Story), regia di Michael Dinner – film TV (1994)
- Oldest Living Confederate Widow Tells All, regia di Ken Cameron – film TV (1994)
- La mia rivale (A Friend to Die For), regia di William A. Graham – film TV (1994)
- W.E.I.R.D. World, regia di William Malone – film TV (1995)
- Family Values, regia di Gerry Cohen – film TV (1995)
- La signora in giallo (Murder, She Wrote) – serie TV, episodio 12x22 (1996)
- Codice d'emergenza (L.A. Firefighters) – serie TV, 3 episodi (1996)
- Due poliziotti a Palm Beach (Silk Stalkings) – serie TV, 1 episodio (1996)
- Ink – serie TV, 1 episodio (1996)
- Poltergeist (Poltergeist: The Legacy) – serie TV, 1 episodio (1997)
- Pensacola - Squadra speciale Top Gun (Pensacola: Wings of Gold) – serie TV, 10 episodi (1997-1998)
- Inferno a Los Angeles (Inferno), regia di Ian Barry – film TV (1998)
- Xena - Principessa guerriera (Xena: Warrior Princess) – serie TV, 2 episodi (1998-1999)
- Inherit the Wind, regia di Daniel Petrie – film TV (1999)
- I magnifici sette (The Magnificent Seven) – serie TV, 2 episodi (1999)
- Providence – serie TV, 1 episodio (1999)
- Hell Swarm - L'invasione (Hell Swarm), regia di Tim Matheson – film TV (2000)
- Appuntamento con la morte (A Story to Die For), regia di Anthony Pullen Shaw – film TV (2000)
- And Never Let Her Go, regia di Peter Levin – film TV (2001)
- Quello che gli uomini non dicono (The Mind of the Married Man) – serie TV, 2 episodi (2001)
- Cold Case - Delitti irrisolti (Cold Case) – serie TV, 156 episodi (2003-2010)
- Il lato dolce della vita (The Sweeter Side of Life), regia di Michael Damian – film TV (2013)
- Reverie – serie TV, 10 episodi (2018)

## Doppiatrici italiane
Nelle versioni in italiano delle opere in cui ha recitato, Kathryn Morris è stata doppiata da:
- Chiara Colizzi in Cold Case - Delitti irrisolti, La rivincita del campione, Il lato dolce della vita
- Eleonora De Angelis in The Contender, Colony
- Francesca Fiorentini in Midhunters